# مارك إن برول
مارك ان برول، (بالفرنسية: Marcq-en-Barœul)‏،، هي بلدية في إقليم نور، في منطقة أوت دو فرانس، في شمال فرنسا.

## توأمة
لمارك إن برول اتفاقيات توأمة مع كل من:
- بوجيبونسي
- غلادبيك
- كورني

## أعلام
- برنارد سنكلير
- بوبكر ديمبيلي
- لويك أكونو